# Dominik Hašek
Dominik Hašek (uttal:IPA: /ˈdomɪnɪk ˈɦaʃɛk/ på tjeckiska; född 29 januari 1965 i Pardubice i Tjeckoslovakien, är en tjeckisk före detta professionell ishockeymålvakt. Under sina 18 säsonger i NHL spelade han för Chicago Blackhawks, Buffalo Sabres, Detroit Red Wings och Ottawa Senators. Under sin tid i Buffalo blev han en av ligans allra bästa målvakter och fick smeknamnet "The Dominator." Hans starka spel har gett honom äran för ha etablerat europeiska målvakter i en liga som bestod uteslutande av nordamerikaner.
Hašek var en av ligans mest framgångsrika målvakter under 1990-talet och början av 2000-talet. Från 1993 till 2001 vann han sex stycken Vezina Trophies och 1998 blev han den första målvakten att vinna flera Hart Trophies i rad.
Under Olympiska vinterspelen 1998 i Nagano, Japan förde han det tjeckiska ishockeylandslaget till sin första och enda olympiska guldmedalj. Bedriften gjorde honom till en stor profil i sitt hemland och fick hockeylegenden Wayne Gretzky att utbrista "han är den bästa spelaren inom sporten".
Under tiden i Red Wings år 2002 blev Hašek den första europeiska målvakten att vinna Stanley Cup.
Samtidigt satte han ett rekord genom att hållit nollan i flest matcher under ett slutspel.
Hašek betraktas som en oortodox målvakt med en distinkt spelstil som fått namnet "flopper" (flaxande). Han är mest känd för sin koncentration, fotarbete, flexibilitet och okonventionella räddningar som att till exempel mota pucken med klubbhandsken istället för att fånga den med plockhandsken.
Vid sin pensionering var han den äldsta aktiva målvakten i NHL (43 år gammal), och den näst äldsta aktiva spelaren i ligan efter Red Wings-lagkamraten Chris Chelios som var 46. Hašek meddelade att han skulle lägga av med hockey den 9 juni 2008. Det blev dock bara en säsongs uppehåll för, i april 2009 tog han upp hockeykarriären igen när han skrev ett ettårskontrakt med sin moderklubb HC Pardubice, 43 år gammal. I juni 2010 valde Hasek att skriva på ettårskontrakt med det ryska KHL-laget Spartak Moskva. Den 9 oktober 2012 meddelade Hasek officiellt att han avslutar sin karriär som ishockeymålvakt.
Den 23 juni 2014 valdes Dominik Hasek in till Hockey Hall of Fame, tillsammans med bland annat Peter Forsberg.

## Tidigt liv
Hašek började spela hockey vid sex års ålder i sitt hemland Tjeckoslovakien. Här förklarar han:
| ” | De hade en uttagning för sex år gamla pojkar och min far tog med mig dit. Jag hade inte ens några riktiga skridskor. Jag hade de där skenorna som man skruvar fast i sulan på sina skor, men jag var lång, och nioåringarna hade ingen målvakt så jag fick spela med dem. | „ |

År 1981, 16 år gammal, började Hašek spela för sitt hemmalag HC Pardubice i den högsta serien i landet, Extraliga, där han vann två ligatitlar år 1987 och 1989. Året efter värvades han av tjeckiska armén för att spela för HC Dukla Jihlava. Efter att ha visat vad han gick för fick han spela för det tjeckoslovakiska hockeylandslaget innan han listades av Chicago Blackhawks. Vid den tidpunkten var NHL-lagen varsamma med att värva spelare från andra sidan Järnridån som ofta var ovilliga att spela i NHL eller var förbjudna av sina hemländer att göra det. Därför blev Hašek vald först i den tionde ronden (199:e totalt) och var den sjuttonde målvakten att bli utvald. Hašek visste inte ens att han hade blivit listad förrän flera månader senare.
Blackhawks erbjöd Hašek ett kontrakt för säsongen 1987–88 som han dock avböjde på grund av att han vid den tiden inte ville lämna Tjeckoslovakien för att spela i Nordamerika.
Fram till 1990 spelade Hašek i Tjeckoslovakien för HC Pardubice och HC Dukla Jihlava. Han mottog utmärkelsen Zlatá hokejka (Gyllene hockeyklubban) i Extraliga åren 1987, 1989, 1990 och Årets Målvakt från 1986 till 1990. Genom slutet för kommuniststyret år 1989 öppnades gränserna till det forna sovjetblocket vilket tillät Hašek att emigrera till USA med strävan att spela i NHL. Hans amerikanska karriär började med Indianapolis Ice i IHL där han spelade bitvis i två säsonger. Hans NHL-debut med Blackhawks kom till slut i säsongen 1990–91, åtta år efter att han listats 1983.

## NHL-karriär
I Chicago tillbringade Hašek den mesta tiden som reserv åt Ed Belfour och spelade bara 25 matcher under två säsonger med Blackhawks. Den 6 november 1990, med tröjnummer 31, gjorde Hašek sitt första inhopp i en 1-1-match mot Hartford Whalers.
Hans första segermatch kom 8 mars 1991 mot Buffalo Sabres då man vann med 5–3. Den 9 januari 1992 höll han nollan för första gången i en 2–0-vinst mot Toronto Maple Leafs.
Åren 1992–2001 spelade Hašek i Buffalo Sabres. Han representerade klubben bland annat i Stanley Cup-finalen 1999. Säsongen 1999–2000 hindrades Hašek av en ljumskskada. Han missade fyrtio matcher och missade även chansen att vinna ännu en stor NHL-utmärkelse vilket var första gången på flera år. Han var dock återställd lagom i tid för slutspelet men Sabres åkte ut i första rundan i en serie om fem matcher mot Philadelphia Flyers.
I sin sista säsong med Buffalo, 2000-2001, tog Hašek hem sin sjätte Vezina Trophy vilket var ett nytt rekord. Han vann också sin andra William M. Jennings Trophy. Sabres spelade återigen mot Philadelphia i första rundan i slutspelet där Hašek spelade ut sin landslagskollega Roman Čechmánek från vinter-OS 1998. I den avgörande sjätte matchen höll Hašek nollan mot Flyers. I den andra rundan spelade Sabres en sjumatchers-serie mot Mario Lemieux och hans Pittsburgh Penguins som kulminerade med att Penguins vann den avgörande matchen på övertid.
Åren 2001–2008 spelade Hašek i Detroit Red Wings och Ottawa Senators.

## Internationellt spel

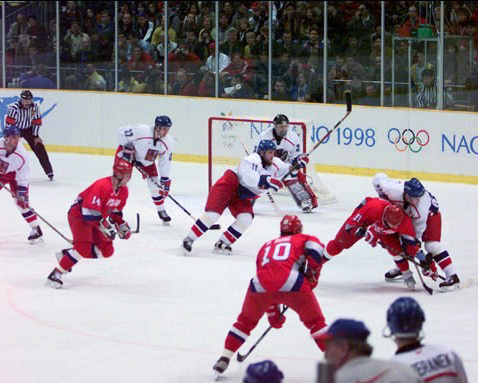
Hašek i mål för Tjeckien under finalmatchen.

Hašeks mest minnesvärda internationella prestation var i Olympiska vinterspelen 1998 där han ledde det tjeckiska landslaget till guldmedalj. Han släppte totalt in sex mål och bara två av dem kom i medaljmatcherna. Mot Kanada i semifinalen stoppade han Theoren Fleury, Ray Bourque, Joe Nieuwendyk, Eric Lindros och Brendan Shanahan i en dramatisk straffläggning. Hašeks höll sen nollan mot det ryska laget i finalen där Tjeckien vann med 1–0 och Hašeks motade 20 skott. Senare meddelades det att han utnämndes till OS bästa målvakt. Efter vunnit guldet sade han:
| ” | "När matchen var slut så kastade jag bara min klubba. Jag var så glad. När jag såg flaggan resas såg jag hela min karriär skymta förbi mina ögon, från första gången mina föräldrar tog mig till en match tills nu." | „ |

Hans spel gjorde honom till en av de mest populära personerna i Tjeckien, så mycket att invånarna sjöng "Hašek till slottet!" på gatorna. Som svar på detta ringde Hašek upp landets president Václav Havel och sa skämtsamt att hans jobb inte var i fara.
Han hjälpte också till att inspirera operan (vid namn Nagano) som handlar om det tjeckiska landslagets guldvinst,
och år 2003 namngav Petr Pravec och Lenka Kotková asteroiden (8217 Dominikhašek) i hans ära. Vid Olympiska vinterspelen 2006 i Turin, Italien spelade Hašek bara nio minuter och 25 sekunder till hans skadade sin högra höftmuskel.
Trots frånvaron lyckades tjeckerna ta bronsmedaljen (som Hašek även mottog) med reservmålvakten Tomas Vokoun.

## Spelstil
Hašek har en oortodox spelstil.

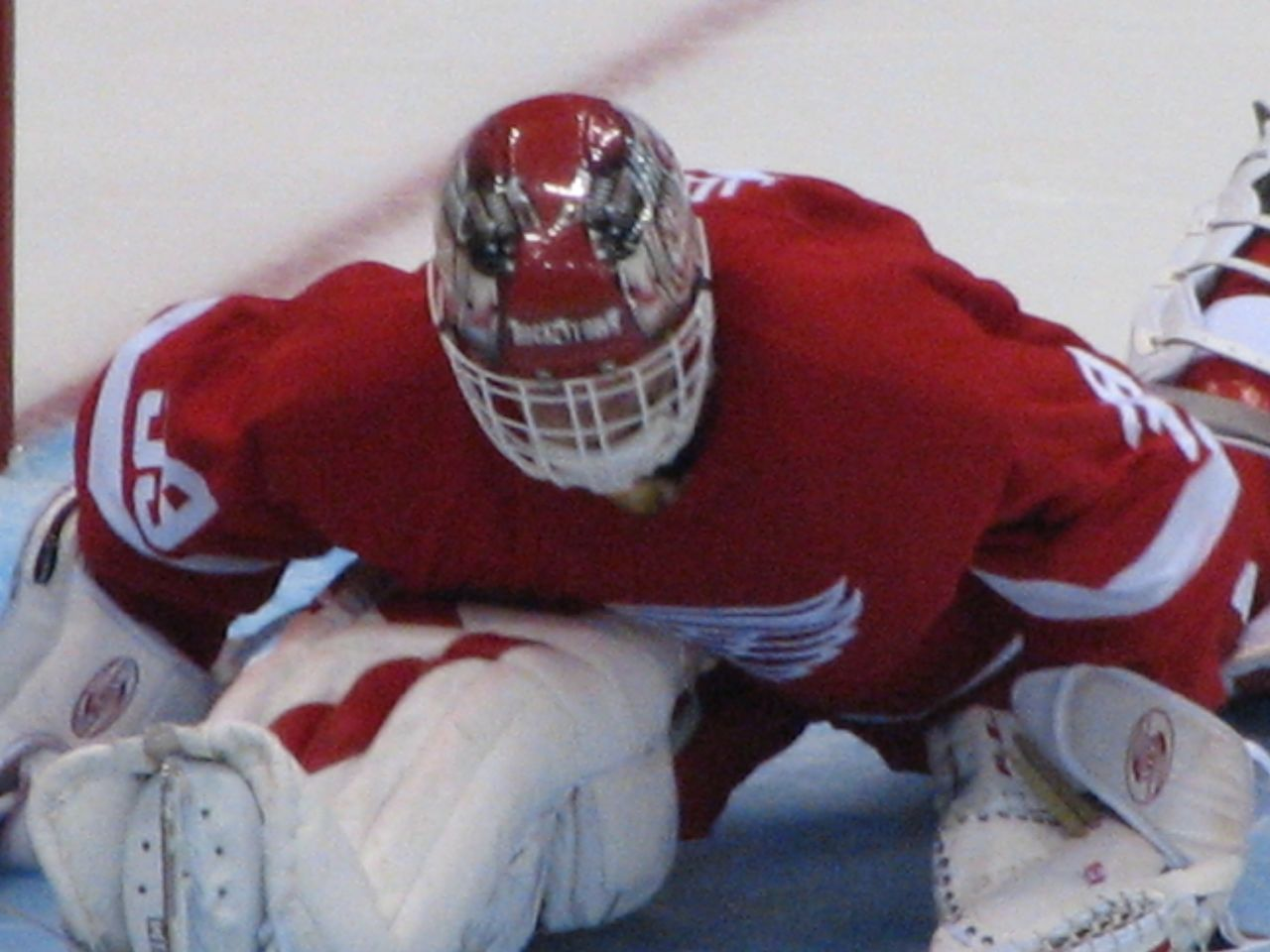
Hašek visar upp sin flexibilitet på uppvärmning före en match år 2006. Hašeks flexibilitet anses som en av hans främsta styrkor.

Han är extraordinärt flexibel och har blivit skämtsamt beskriven i en MasterCard-reklam att ha "en Slinky som ryggrad."
För att kunna skydda nedersta delen av målet där flest mål görs, går Hašek ner på nästan varje skott. Hans "flaxande" spelstil kommer från att han fäktar sig om i målgården, och använder varje del av sin kropp, inklusive sitt huvud, för att stoppa pucken. Hašek släpper ibland sin klubba och skyddar pucken med sin klubbhandske, medan de flesta andra målvakter där skulle används sig av sin plockhanske. Som svar på alla spekulationer han fått för sin spelstil har Hašek förklarat:
| ” | De säger att jag har en oortodox spelstil, jag sprattlar runt på isen som nån sorts fisk. Jag menar, vem bryr sig så länge jag stoppar pucken? | „ |

Hašeks unika spelstil har lockat många fans till matcher.
På grund av sin flexibilitet kan Hašek göra svåra räddningar som andra målvakter inte kan — en coach från ett motståndarlag sade en gång att de var "mirakelräddningar." Dessa räddningar inkluderar tå-stoppningar, ta puckar bakom sin rygg, och en desperationmanöver som kallas "Hašek-rullningen". Hašek är också känd för sin strikta konditionsträningsprogram. Under mellansäsongen från maj till september 2006 gick han ner anmärkningsvärt i vikt för att förbättra sin flexibilitet. Hašek var en av fem målvakter under sin tid att bära det enkla standardgallret som målvaktsmask.

## Vid sidan av ishockeyn
Hašek och hans fru Alena har en son vid namn Michal (född 1989) och en dotter vid namn Dominika (född 1994). Han tillbringar mycket av sina fria tid med att spela squash och inlinehockey där han spelar back. När han var yngre spelade Hašek fotboll som mittfältare, och var tennisjuniormästare i östra Böhmen.
Hans bror Martin är också idrottsman och spelade fotboll för det tjeckiska laget AC Sparta Praha innan han istället började träna i fotboll. Hobbymässigt påstår Hašek att han är ett fan av wrestling sedan sin tid i Buffalo och att mestadels följer sina favoritwrestlare Stone Cold Steve Austin och Don "The Rock" Muraco. Han och hans son kan ses flera gånger under kvällen på WrestleMania 23 på första raden vid Ford Field.
På grund av sin formella utbildning så sticker han ut bland tjeckiska idrottsmän. Han tog universitetsexamen efter studerat historia och tjeckiska vid universitetet i Hradec Králové. Detta gjorde att han kvalificerade sig till att bli lärare och till slut att han undervisade högskoleklasser. Hašek har också ett sportklädesmärke vid namn Dominator Clothing som han lanserade kort efter OS i Nagano 1998 vilket är populärt bland sina fans i Tjeckien. Han hade även två klädaffärer med sitt märke i Michigan under en kort tid. I maj 2001 grundade han Dominik Hašek Youth Hockey League/Hašek's Heroes, och donerade en miljon dollar för att hjälpa missgynnade barn i Buffalo att spela hockey.
År 1998 anordnade han också en välgörenhetsmatch i Prag och donerade vinsten till sjukhus i Tjeckien.
Hašek är känd för att använda humor för att få lagviljan på topp, och skojar ofta om sin likhet med karaktären Cosmo Kramer från TV-serien Seinfeld. I slutet av 1990-talet var Hašek med i en reklam för Mastercard där hans flexibilitet visades upp.
Genom sin långa karriär har Hašek var representerad av agenten Ritch Winter.

### Inlinehockey-incidenten
Under en inlinehockeymatch den 18 maj 2003 anklagades Hašek för ha attackerat en annan spelare. Han spelade back för Bonfire Střída när han crosscheckade Martin Šíla. Åklagaren i det här fallet, Lenka Strnadová, kom fram till två månader senare att de inte fanns några bevis att Hašek medvetet skulle kroppsligt skadat Šíla och ansåg istället att fallet skulle betraktas som en mindre lagförseelse med böter (max $95 USD), istället för ett grövre brott där fängelse skulle vara möjligt. Hašeks advokat Pavel Jelínek sa i ett pressmeddelande att medias rapporter om incidenten var överdrivna då Šíla inte hade uthålligt några dokumenterade skador alls. I oktober 2003 överklagade landets högsta åklagare Strnadová och sade att hennes dom var orättmätig på grund av fallet inte blivit utrett ordentligt. Pardubices åklagare har igen undersökt fallet och kommit fram till samma slutsats som Strnadová.

## Eftermäle

### Milstolpar
Hašek vann sin 300:e NHL-match den 15 oktober 2005 med en 5–1-hemmaseger med Ottawa Senators mot Boston Bruins. Han motade 34 av 35 skott i matchen och höll nollan fram till dess att Bruins forward Pat Leahy lyckades pressa in en lös puck under honom tre minuter in i tredje perioden och blev därmed den 22:a målvakten att nå den här milstolpen. Han är den äldsta målvakten i NHL:s historia att vunnit 30 matcher under en säsong och var den första målvaken någonsin att vinna Lester B. Pearson Award år 1997 för bästa spelaren i hela NHL. Han är också den enda målvakten att vinna Hart Trophy två gånger för mest värdefulla spelare, och var bara en Vezina Trophy ifrån att dela Jacques Plante rekord med sju stycken. Hašeks personbästa rekord att hålla nollan är 181 minuter och 17 sekunder.

### Rekord
Med sina nio säsonger med Buffalo Sabres skaffade sig Hašek 25 ligarekord, där inkluderat flest spelade matcher någonsin, flest vinster, flest gånger hållit nollan och högsta räddningsprocent. Han innehar också Sabres rekord för ha hållit nollan flest gånger under en enda säsong med 13 säsongen 1997–98, och lägst räddningsprocent under en säsong med totalt 1.87 säsongen 1998–99. Under Detroit Red Wings segersvit år 2002 satte Hašek ligarekordet för flest spelade matcher, flest minuter spelade, flest vinster och hållit nollan flest gånger i ett slutspel. Han finns också med på flera anmärkningsvärda listor över NHL-rekord:
All-time
- 1:a plats — Högsta karriärsräddningsprocent (.922)
- 1:a plats — Flest spelade matcher av en europafödd målvakt (694)
- 3:e plats — Hållit nollan flest gånger av alla aktiva spelare
- 4:e plats — Flest vinster av alla aktiva spelare
- 6:e plats — Hållit nollan flest gånger (81)
- 8:e plats — Lägsta målsnitt per match (GAA) (2.20)
- 10:e plats — Flest vinster (389)

Grundserie
- Första europeiska målvakt att leda NHL:s målsnitt per match (GAA) (1993–94)
- Första målvakten sedan 1974 att ha ett målsnitt per match (GAA) längre än 2.00 (1993–94)
- Hållit nollan flest gånger på en månad (6 år 97–98)

Slutspel
Aktiv
- 3:e plats — Hållit nollan flest gånger (15)
- 4:e plats — Flest vinster (61)

All-time
- 2:a plats — Hållit nollan flest gånger under en säsong (6)
- 3:e plats — Hållit nollan flest gånger (15)
- 10:e plats — Flest vinster (61)

## Statistik
Nummer i fetstil indikerar säsongsledaren
M = Matcher; V = Vinster; F = Förluster; O = Oavgjorda; MIN = Spelade minuter; IM = Insläppta Mål; S = Skott på mål; N = Hållit nollan; GIM = Genomsnitt insläppta mål per match; R% = Räddningsprocent

### Grundserie
| 1981–82     | HC Pardubice       | CSEx        | 12               | —                | —                | —                | 661              | 34               | —                | —                | 3.09             | —                |                  |                  |                  |
| 1982–83     | HC Pardubice       | CSEx        | 42               | —                | —                | —                | 2,358            | 105              | —                | —                | 2.67             | —                |                  |                  |                  |
| 1983–84     | HC Pardubice       | CSEx        | 40               | —                | —                | —                | 2,304            | 108              | —                | —                | 2.81             | —                |                  |                  |                  |
| 1984–85     | HC Pardubice       | CSEx        | 42               | —                | —                | —                | 2,419            | 131              | —                | —                | 3.25             | —                |                  |                  |                  |
| 1985–86     | HC Pardubice       | CSEx        | 45               | —                | —                | —                | 2,689            | 138              | —                | —                | 3.08             | —                |                  |                  |                  |
| 1986–87     | HC Pardubice       | CSEx        | 43               | —                | —                | —                | 2,515            | 103              | —                | —                | 2.46             | —                |                  |                  |                  |
| 1987–88     | HC Pardubice       | CSEx        | 31               | —                | —                | —                | 1,862            | 93               | —                | —                | 3.00             | —                |                  |                  |                  |
| 1988–89     | HC Pardubice       | CSEx        | 42               | —                | —                | —                | 2,507            | 114              | —                | —                | 2.73             | —                |                  |                  |                  |
| 1989–90     | HC Dukla Jihlava   | CSEx        | 40               | —                | —                | —                | 2,251            | 80               | —                | —                | 2.13             | —                |                  |                  |                  |
| 1990–91     | Indianapolis Ice   | IHL         | 33               | 20               | 11               | 1                | 1,903            | 80               | —                | 5                | 2.46             | —                |                  |                  |                  |
| 1990–91     | Chicago Blackhawks | NHL         | 5                | 3                | 0                | 1                | 195              | 8                | 93               | 0                | 2.46             | .914             |                  |                  |                  |
| 1991–92     | Indianapolis Ice   | IHL         | 20               | 7                | 10               | 3                | 1,162            | 69               | —                | 1                | 3.56             | —                |                  |                  |                  |
| 1991–92     | Chicago Blackhawks | NHL         | 20               | 10               | 4                | 1                | 1,014            | 44               | 413              | 1                | 2.60             | .893             |                  |                  |                  |
| 1992–93     | Buffalo Sabres     | NHL         | 28               | 11               | 10               | 4                | 1,429            | 75               | 720              | 0                | 3.15             | .896             |                  |                  |                  |
| 1993–94     | Buffalo Sabres     | NHL         | 58               | 30               | 20               | 6                | 3,358            | 109              | 1,552            | 7                | 1.95             | .930             |                  |                  |                  |
| 1994–95     | Buffalo Sabres     | NHL         | 41               | 19               | 14               | 7                | 2416             | 85               | 1,221            | 5                | 2.11             | .930             |                  |                  |                  |
| 1995–96     | Buffalo Sabres     | NHL         | 59               | 22               | 30               | 6                | 3,417            | 161              | 2,011            | 2                | 2.83             | .920             |                  |                  |                  |
| 1996–97     | Buffalo Sabres     | NHL         | 67               | 37               | 20               | 10               | 4,037            | 153              | 2,177            | 5                | 2.27             | .930             |                  |                  |                  |
| 1997–98     | Buffalo Sabres     | NHL         | 72               | 33               | 23               | 13               | 4,220            | 147              | 2,149            | 13               | 2.09             | .932             |                  |                  |                  |
| 1998–99     | Buffalo Sabres     | NHL         | 64               | 30               | 18               | 14               | 3,817            | 119              | 1,877            | 9                | 1.87             | .937             |                  |                  |                  |
| 1999–2000   | Buffalo Sabres     | NHL         | 35               | 15               | 11               | 6                | 2,066            | 76               | 937              | 3                | 2.21             | .919             |                  |                  |                  |
| 2000–01     | Buffalo Sabres     | NHL         | 67               | 37               | 24               | 4                | 3,904            | 137              | 1,726            | 11               | 2.11             | .921             |                  |                  |                  |
| 2001–02     | Detroit Red Wings  | NHL         | 65               | 41               | 15               | 8                | 3,872            | 140              | 1,654            | 5                | 2.17             | .915             |                  |                  |                  |
| 2002–03     | Spelade inte       | —           | Pensionerad      | Pensionerad      | Pensionerad      | Pensionerad      | Pensionerad      | Pensionerad      | Pensionerad      | Pensionerad      | Pensionerad      | Pensionerad      | Pensionerad      | Pensionerad      | Pensionerad      |
| 2003–04     | Detroit Red Wings  | NHL         | 14               | 8                | 3                | 2                | 816              | 30               | 324              | 2                | 2.20             | .907             |                  |                  |                  |
| 2004–05     | Spelade inte       | —           | Se NHL-lockouten | Se NHL-lockouten | Se NHL-lockouten | Se NHL-lockouten | Se NHL-lockouten | Se NHL-lockouten | Se NHL-lockouten | Se NHL-lockouten | Se NHL-lockouten | Se NHL-lockouten | Se NHL-lockouten | Se NHL-lockouten | Se NHL-lockouten |
| 2005–06     | Ottawa Senators    | NHL         | 43               | 28               | 10               | 4                | 2,583            | 90               | 1,202            | 5                | 2.09             | .925             |                  |                  |                  |
| 2006–07     | Detroit Red Wings  | NHL         | 56               | 38               | 11               | 6                | 3,341            | 114              | 1,309            | 8                | 2.05             | .913             |                  |                  |                  |
| 2007–08     | Detroit Red Wings  | NHL         | 41               | 27               | 10               | 3                | 2,350            | 84               | 855              | 5                | 2.14             | .902             |                  |                  |                  |
| CSEx totalt | CSEx totalt        | CSEx totalt | 339              | —                | —                | —                | 19,690           | 912              | —                | —                | 2.78             | —                |                  |                  |                  |
| IHL totalt  | IHL totalt         | IHL totalt  | 53               | 27               | 21               | 4                | 3,065            | 149              | —                | 6                | 2.92             | —                |                  |                  |                  |
| NHL totalt  | NHL totalt         | NHL totalt  | 735              | 389              | 223              | 82               | 42,826           | 1,572            | 20,220           | 81               | 2.20             | .922             |                  |                  |                  |

† Not: Från och med säsongen 2005–06 är oavgjorda matcher ersatta med övertid eller straffar.

### Slutspel
| Säsong     | Lag                | Liga       | M   | V  | F  | MIN   | IM  | S     | N  | GIM  | R%   |
| ---------- | ------------------ | ---------- | --- | -- | -- | ----- | --- | ----- | -- | ---- | ---- |
| 1990–91    | Chicago Blackhawks | NHL        | 3   | 0  | 0  | 69    | 3   | 39    | 0  | 2.60 | .923 |
| 1990–91    | Indianapolis Ice   | IHL        | 1   | 1  | 0  | 60    | 3   | —     | —  | 3.00 | —    |
| 1991–92    | Chicago Blackhawks | NHL        | 3   | 0  | 2  | 158   | 8   | 70    | 0  | 3.03 | .886 |
| 1992–93    | Buffalo Sabres     | NHL        | 1   | 1  | 0  | 45    | 1   | 24    | 0  | 1.33 | .958 |
| 1993–94    | Buffalo Sabres     | NHL        | 7   | 3  | 4  | 384   | 13  | 261   | 2  | 1.61 | .950 |
| 1994–95    | Buffalo Sabres     | NHL        | 5   | 1  | 4  | 309   | 18  | 131   | 0  | 3.49 | .863 |
| 1996–97    | Buffalo Sabres     | NHL        | 3   | 1  | 1  | 153   | 5   | 68    | 0  | 1.96 | .926 |
| 1997–98    | Buffalo Sabres     | NHL        | 15  | 10 | 5  | 948   | 32  | 514   | 1  | 2.02 | .938 |
| 1998–99    | Buffalo Sabres     | NHL        | 19  | 13 | 6  | 1,217 | 36  | 587   | 2  | 1.77 | .939 |
| 1999–2000  | Buffalo Sabres     | NHL        | 5   | 1  | 4  | 301   | 12  | 147   | 0  | 2.39 | .918 |
| 2000–01    | Buffalo Sabres     | NHL        | 13  | 7  | 6  | 833   | 29  | 347   | 1  | 2.08 | .916 |
| 2001–02    | Detroit Red Wings  | NHL        | 23  | 16 | 7  | 1,455 | 45  | 562   | 6  | 1.85 | .920 |
| 2006–07    | Detroit Red Wings  | NHL        | 18  | 10 | 8  | 1,139 | 34  | 444   | 2  | 1.79 | .923 |
| 2007–08    | Detroit Red Wings  | NHL        | 4   | 2  | 2  | 202   | 10  | 89    | 0  | 2.91 | .888 |
| NHL totalt | NHL totalt         | NHL totalt | 119 | 65 | 49 | 7,316 | 246 | 3,283 | 14 | 2.02 | .925 |

### Internationellt
Turneringsledaren är markerad med fetstil
| År            | Lag             | Turnering     | M  | V  | F  | O | MIN    | IM  | R   | N | GIM  | R%    |
| ------------- | --------------- | ------------- | -- | -- | -- | - | ------ | --- | --- | - | ---- | ----- |
| 1982          | Tjeckoslovakien | VM            | 2  | 1  | 1  | 0 | 120    | 5   | —   | 1 | 2.50 | —     |
| 1984          | Tjeckoslovakien | CC            | 4  | 0  | 3  | 1 | 188    | 12  | —   | 0 | 4.00 | —     |
| 1984          | Tjeckoslovakien | JVM           | 7  | 4  | 0  | 2 | 380    | 10  | —   | 0 | 1.89 | —     |
| 1985          | Tjeckoslovakien | VM            | 9  | 5  | 3  | 1 | 538    | 19  | —   | 0 | 2.12 | —     |
| 1986          | Tjeckoslovakien | VM            | 9  | 5  | 2  | 2 | 520    | 19  | —   | 1 | 2.19 | —     |
| 1987          | Tjeckoslovakien | CC            | 6  | 2  | 3  | 1 | 360    | 20  | —   | 0 | 3.33 | —     |
| 1988          | Tjeckoslovakien | OS            | 5  | 3  | 2  | 0 | 217    | 18  | —   | 0 | 4.98 | —     |
| 1989          | Tjeckoslovakien | VM            | 10 | 4  | 4  | 2 | 600    | 21  | —   | 2 | 2.10 | —     |
| 1990          | Tjeckoslovakien | VM            | 8  | 5  | 3  | 0 | 480    | 20  | —   | 1 | 2.50 | —     |
| 1991          | Tjeckoslovakien | CC            | 5  | 1  | 4  | 0 | 300    | 18  | —   | 0 | 3.60 | —     |
| 1998          | Tjeckien        | OS            | 6  | 5  | 1  | 0 | 369    | 6   | 155 | 2 | 0.97 | .961  |
| 2002          | Tjeckien        | OS            | 4  | 1  | 2  | 1 | 239    | 8   | 105 | 0 | 2.01 | .948  |
| 2006          | Tjeckien        | OS            | 1  | 0  | 0  | 0 | 9      | 0   | 1   | 0 | 0.00 | 1.000 |
| Senior totalt | Senior totalt   | Senior totalt | 69 | 32 | 28 | 8 | 3940   | 166 | —   | 7 | 2.40 | —     |
| OS totalt     | OS totalt       | OS totalt     | 16 | 9  | 5  | 1 | 834.25 | 14  | 261 | 2 | 2.00 | .946  |

## Utmärkelser

### NHL
| Utmärkelse                 | År mottaget                                                   |
| -------------------------- | ------------------------------------------------------------- |
| Hart Memorial Trophy       | 1997, 1998                                                    |
| Lester B. Pearson Award    | 1997, 1998                                                    |
| Vezina Trophy              | 1994, 1995, 1997, 1998, 1999, 2001                            |
| William M. Jennings Trophy | 1994, 2001, 2008                                              |
| NHL First All-Star Team    | 1994, 1995, 1997 1998, 1999                                   |
| NHL All-Rookie Team        | 1991–92                                                       |
| All star-match             | 1996, 1997, 1998, 1999, 2000 (spelade inte på grund av skada) |

### Nomineringar
| Utmärkelse              | År nominerad | År mottaget                           |
| ----------------------- | ------------ | ------------------------------------- |
| Hart Trophy             | 1993–94      | Sergej Fjodorov - (Detroit Red Wings) |
| Hart Trophy             | 1994–95      | Eric Lindros - (Philadelphia Flyers)  |
| Hart Trophy             | 1998–99      | Jaromir Jagr - (Pittsburgh Penguins)  |
| Lester B. Pearson Award | 1998–99      | Jaromir Jagr - (Pittsburgh Penguins)  |

### Tjeckoslovakiska och tjeckiska utmärkelser
| Utmärkelse                               | År mottaget                  |
| ---------------------------------------- | ---------------------------- |
| 1900-talets tjeckiska spelare            | 1998                         |
| Året idrottsman i Tjeckien               | 1994, 1998                   |
| Zlatá hokejka (Gyllene hockeyklubban)    | 1987, 1989, 1990             |
| Tjeckoslovakiska Extraliga Bästa målvakt | 1986, 1987, 1988, 1989, 1990 |
| Zlatá hokejka (Gyllene hockeyklubban)    | 1997, 1998 (med Sabres)      |

### Internationellt
| Utmärkelse                     | År mottaget |
| ------------------------------ | ----------- |
| Olympiska spelen Bästa målvakt | 1998        |
| VM Bästa målvakt               | 1985, 1987  |
| JVM Bästa målvakt              | 1982        |

## Övergångar
- 8 juni 1983 — Draftad av Chicago i tionde ronden, 199:e totalt
- 7 augusti 1992 — Utbytt mot Stephane Beauregard till Buffalo och ett fjärde rond val (Éric Dazé)
- 1 maj 1997 — Avstängd tre slutspelsmatcher och bötfälld tiotusen dollar av National Hockey League för ha tagit tag i journalisten Jim Kelley som hade skrivit en kritisk krönika
- 19 mars 1998 — Beslut med Buffalo om ett treårskontrakt värt 26 miljoner dollar
- 30 juni 2001 — Bytt till Detroit för Vyacheslav Kozlov, ett första rond val år 2002 (Jim Slater) och framtida överväganden
- 25 juni 2002 — Meddelade sitt tillbakaträdande från professionell hockey
- 8 juli 2003 — Återvände till Detroit som en aktiv spelare
- 6 juli 2004 — Skrev på för Ottawa som free agent
- 27 juli 2005 — Contract option exercised by Ottawa for säsongen 2005–06
- 31 juli 2006 — Skrev på för Detroit som free agent
- 5 juli 2007 — Skrev på för Detroit som free agent
- 9 juni 2008 — Meddelade åter sin pensionering från professionell hockey